# Harvey Charters
Harvey Blashford Charters (North Bay, 8 de mayo de 1912-North Bay, 17 de julio de 1995) fue un deportista canadiense que compitió en piragüismo en la modalidad de aguas tranquilas.
Participó en los Juegos Olímpicos de Berlín 1936, obteniendo una medalla de plata en la prueba de C2 10 000 m, y una de bronce en la prueba de C2 1000 m.

## Palmarés internacional
| Juegos Olímpicos | Juegos Olímpicos   | Juegos Olímpicos  | Juegos Olímpicos |
| Año              | Lugar              | Medalla           | Evento           |
| ---------------- | ------------------ | ----------------- | ---------------- |
| 1936             | Berlín ( Alemania) | Medalla de bronce | C2 1000 m        |
| 1936             | Berlín ( Alemania) | Medalla de plata  | C2 10 000 m      |